# Sergej Slepov
Sergej Viktorovič Slepov (in russo Сергей Викторович Слепов?; Ekaterinburg, 19 maggio 1999) è un calciatore russo, difensore svincolato.

## Caratteristiche tecniche
È un terzino destro.

## Carriera
Cresciuto nel settore giovanile della Dinamo Mosca, ha esordito in prima squadra il 10 agosto 2020 in occasione dell'incontro di Prem'er-Liga vinto 2-0 contro l'Ural.